# Bashkim Kadrii
Bashkim Kadrii (* 9. července 1991, Kodaň, Dánsko) je dánský fotbalista a reprezentant albánského původu, který hraje na postu záložníka v dánském klubu FC Kodaň.

## Klubová kariéra
Svou fotbalovou kariéru započal v klubu Boldklubben af 1893, kde byl nejlepším střelcem. Koncem roku 2009 se psalo o zájmu Odense BK a německé Borussie Dortmund, Kadrii nakonec přestoupil do Odense, kde podepsal čtyřletou smlouvu.
Svůj první hattrick za Odense vstřelil 5. prosince 2011 v utkání proti domácímu SønderjyskE, čímž se výrazně podepsal pod výhru 4:0.

## Reprezentační kariéra

### Mládežnické reprezentace
Kadrii působil v reprezentačních mládežnických výběrech Dánska v kategoriích od 18 let. S reprezentací do 21 let se v roce 2011 zúčastnil Mistrovství Evropy hráčů do 21 let, které se konalo právě v Dánsku (to mělo jistou účast jako pořadatelská země). Dánům se postup do vyřazovací fáze nezdařil (i když o něj bojovali v závěrečném utkání základní skupiny), se třemi body skončili po prohrách se Švýcarskem (0:1) a Islandem (1:3) a výhře nad Běloruskem (2:1) na poslední čtvrté příčce základní skupiny A. Kadrii zaznamenal gól v zápase s Islandem.

### A-mužstvo
V A-týmu Dánska zažil debut v přátelském utkání se Skotskem v Glasgowě 10. srpna 2011, které skončilo porážkou skandinávského týmu 1:2. Kadrii nastoupil na hřiště v 76. minutě.